# Amphoricarpos

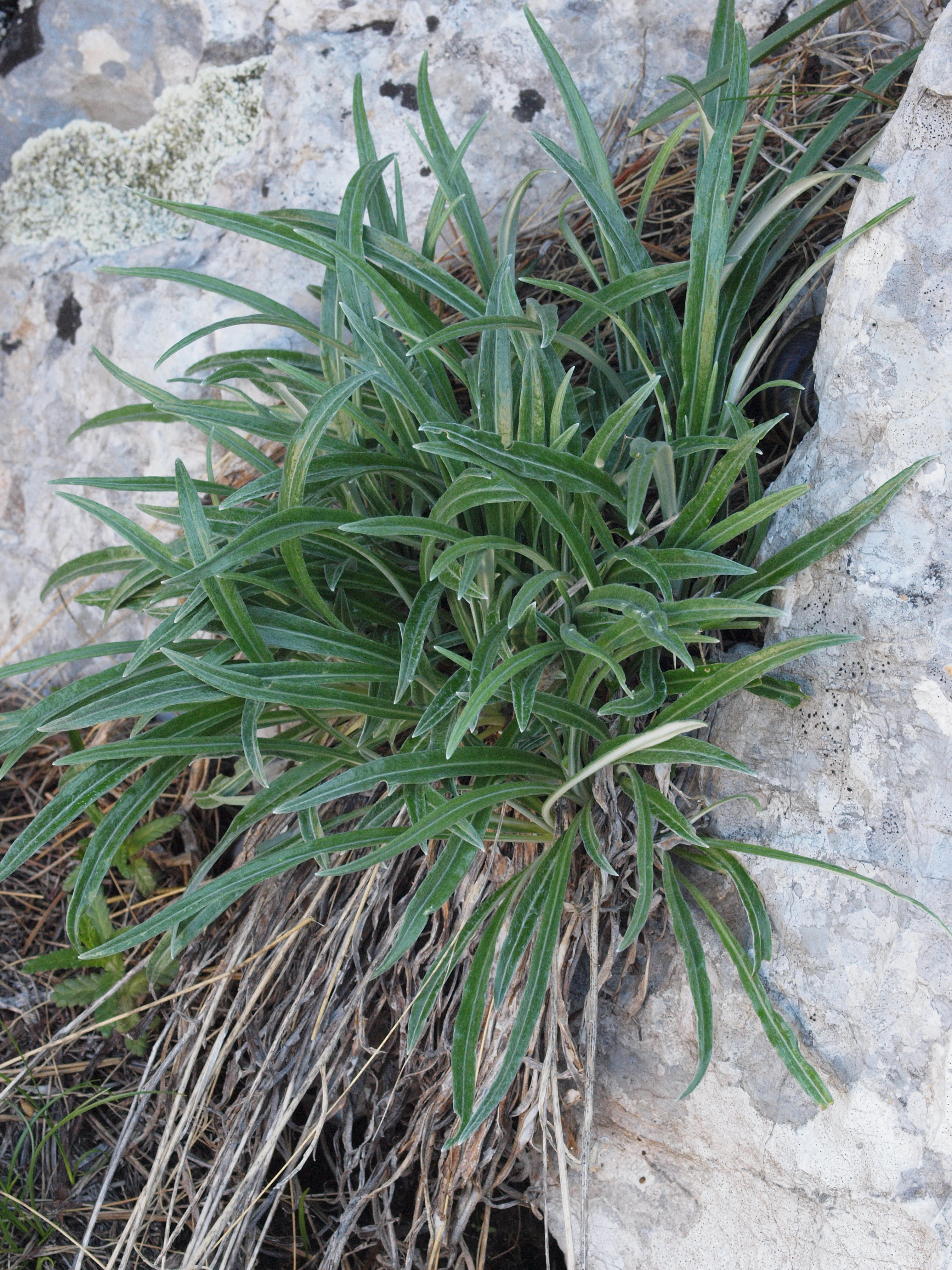
Amphoricarpos neumayeri: hojas.

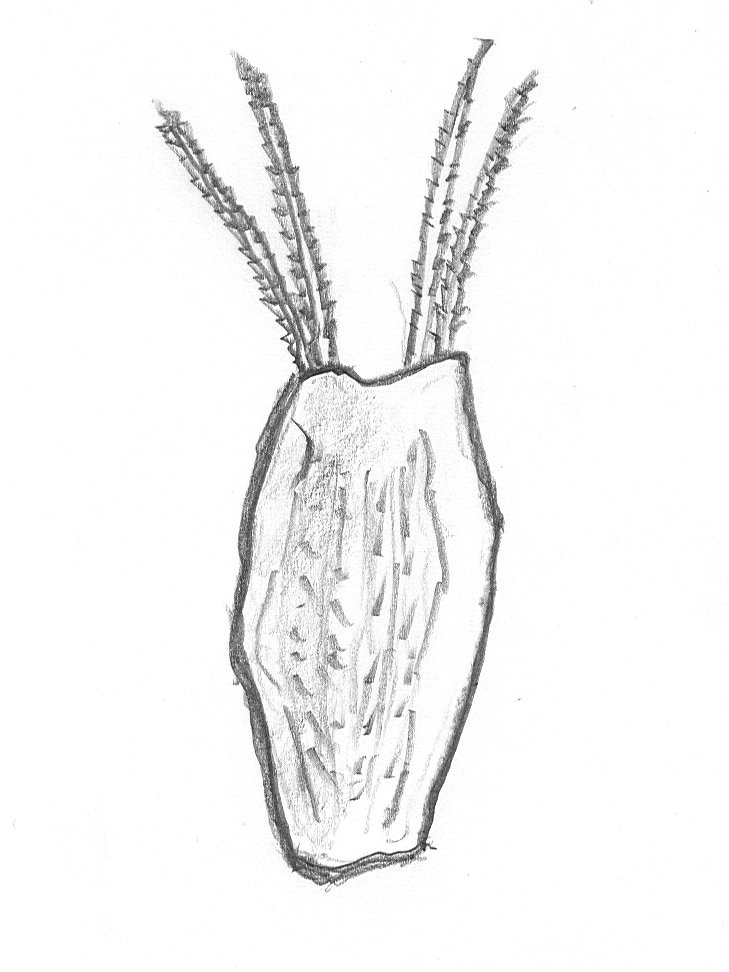
Amphoricarpos neumayeri: cipsela marginal.

Amphoricarpos es un género de plantas con flores perteneciente a la familia de las asteráceas. Comprende 6 especies descritas y de estas, solo 5 aceptadas.

## Distribución
Se distribuyen en el sureste de Europa hasta el Caucaso.

## Descripción
Son plantas herbáceas de capítulos heterogamos: flósculos obtusamente pentameros, hermafroditas en el centro del receptáculo y femeninas en una sola fila periférica. Tienen un involucro de brácteas imbricadas, verdosas, membraneáceas y de margen escarioso, las internas más estrechadas y alargadas. El receptáculo está cubierto de páleas escariosas trifidas. Los flósculos centrales, hermafroditas, en número de 15-25, tienen estambres de filamentos libres y un estilo subcilíndrico con estigma recurvado-patente papilloso. Las flores tubulosas externas, femeninas, tienen el estilo bulbiforme con estigma claviforme coalescente o de ápice discretamente erecto. Las cipselas, centimétricas, son peludas, las centrales cónico-turbinadas y con costillas mientras las externas son elípticas y aplanadas, con costillas separadas por intervalos peludos, con el lado interno convexo-carenado y son lateralmente aladas. El vilano está constituido por unas pocas cerdas linear-lanceoladas rígidas, algo curvadas, escábridas.

## Taxonomía
El género fue descrito por Roberto de Visiani y publicado en Giornale Botanico Italiano, 1, p. 196, 1844, y ampliada su descripción en Flora Dalmatica, 2, p. 28, 1847.

## Especies aceptadas
A continuación se brinda un listado de las especies del género Amphoricarpos aceptadas hasta febrero de 2015, ordenadas alfabéticamente. Para cada una se indica el nombre binomial seguido del autor, abreviado según las convenciones y usos.	
- Amphoricarpos autariatus Blečić & E.Mayer
- Amphoricarpos elegans Albov
- Amphoricarpos exsul O.Schwarz
- Amphoricarpos neumayerianus (Vis.) Greuter
- Amphoricarpos praedictus Ayasligil & Grierson[1]